# Psychikó (ort)
Psychikó (Ano Psychiko) är en ort i Grekland.   Den ligger i prefekturen Nomós Serrón och regionen Mellersta Makedonien, i den nordöstra delen av landet, 300 km norr om huvudstaden Aten. Psychikó ligger 26 meter över havet och antalet invånare är 866.
Terrängen runt Psychikó är platt.Runt Psychikó är det ganska glesbefolkat, med 23 invånare per kvadratkilometer. Närmaste större samhälle är Serrai, 11,3 km nordväst om Psychikó. Trakten runt Psychikó består till största delen av jordbruksmark.